# Кавалеров Анатолій Іванович
Анато́лій Іва́нович Кавале́ров (3 червня 1937, Одеса, УРСР, СРСР — травень 2013, Одеса) — український вчений, філософ, доктор філософських наук, професор.

## Біографія
Анатолій Іванович Кавалеров народився 3 червня 1937 року в Одесі. У 1963 році закінчив Рівненський педагогічний інститут. Після випуску працював учителем. У 1971 році закінчив аспірантуру філософського факультету Київського державного університету імені Т. Г. Шевченка, захистив дисертацію та здобув науковий ступінь кандидата філософських наук. Згодом очолив кафедру філософії та політекономії в Рівненському педагогічному інституті.
У 1985 році захистив дисертацію на здобуття наукового ступеня доктора філософських наук в Інституті філософії Академії Наук УРСР, В 1986 році присвоєно вчене звання професора.
У 1987 році став ректором Ізмаїльського педагогічного інституту. В 1990—1992 роках обіймав посаду заступника голови виконавчого комітету Одеської обласної ради. В 1996—1997 роках був головою комітету з питань науки, техніки й промислової політики Одеської обласної державної адміністрації. В 1992—2013 роках завідував кафедрою філософії та соціології Південноукраїнського педагогічного університету імені К. Д. Ушинського.
У 1996 році став головним редактором наукового журналу «Перспективи», у 1998 році обійняв аналогічну посаду в журналі «Наукове пізнання: технологія і методологія».
Помер у травні 2013 року в Одесі.
У травні 2014 року в Південноукраїнському національному педагогічному університеті імені К. Д. Ушинського пройшла міжнародна наукова конференція пам'яті Анатолія Івановича Кавалерова.

## Наукова діяльність
А. І. Кавалеров спеціалізувався на соціальній філософії, соціології, історії філософії України, філософії освіти та історії педагогіки, створив власну наукову школу.
У 1993 році професор А. І. Кавалеров заснував і очолив у Південноукраїнському педагогічному університеті імені К. Д. Ушинського першу на півдні України спеціалізовану вчену раду по захисту докторських та кандидатських дисертацій з філософії. Під його керівництвом було захищено 5 докторських дисертацій та більш ніж 40 кандидатських дисертацій.
Член-кореспондент Української Академії політичних наук (з 2000 року), Інженерної Академії України (з 1997 року), Соціологічної асоціації України.
Є автором і співавтором низки монографій та методичних посібників, курсу лекцій «Філософія», більш ніж 100 наукових статей і рецензій.

## Праці
1. Методическое пособие студентам по подготовке к семинарским занятиям по диалектическому материализму. — Ровно, 1974 (у співавторстві)
2. Материальное производство — основа общественного развития. — Ровно, 1974
3. Социалистический быт — составная часть советского образа жизни. Львов. Изд-во Вища школа, 1978
4. Личность и общество. Ценностные ориентации личности и образ жизни. — Калининград, 1979
5. Интернациональные черты быта в развитом социалистическом обществе. — К.: Знание, 1979
6. Краса праці.- К.: Радянська школа, 1981 (у співавторстві)
7. Комплексный план изучения политэкономии капитализма. — Ровно, 1981 (у співавторстві)
8. Комплексный план изучения исторического материализма. — Ровно, 1982. (у співавторстві)
9. Комплексный план совершенствования образа жизни населения г. Ровно. — Ровно, 1983. (у співавторстві)
10. Комплексный план изучения диалектического материализма. — Ровно, 1984. (у співавторстві)
11. Комплексный план совершенствования образа жизни студенческой молодежи. — Ровно, 1985. (у співавторстві)
12. Быт развитого социализма: сущность и основные черты. — Львов: Изд-во Вища школа, 1985.
13. Воспитание у старшеклассников непримиримости к буржуазной идеологии и пропаганде. Методическое пособие для учителей, воспитателей, студентов педагогических вузов. — Ровно, 1986. (у співавторстві)
14. Интернациональное и национальное в подготовке будущего учителя. — Измаил, 1989. (у співавторстві)
15. Формирование личности советского учителя: опыт и проблемы. — Измаил, 1990. (у співавторстві)
16. Учитель и общество: опыт, проблемы, поиски. — Измаил. 1990. (у співавторстві)
17. Методичні рекомендації до курсу «Соціологія». — Одеса, 1994. (у співавторстві)
18. Побутові обряди та звичаї. — Тернопіль, 1994.
19. Розвиток науки і її досягнень в Одеській області. — Одеса, 1996. (у співавторстві)
20. Логічне мислення — основа наукового пізнання. — Одеса, 1998. (у співавторстві)
21. Цінність у соціокультурній трансформації / А. А. Кавалеров. — О. : Астропринт, 2001. — 221 с. (у співавторстві)
22. Личность: ее языковые ценностные ориентации / Е. Р. Боринштейн, А. А. Кавалеров. — О. : Астропринт, 2001. — 164 с. (у співавторстві)
23. Социальная экология: проблемы и теории / А. И. Кавалеров [и др.]. — О. : Астропринт, 2005. — 167 с. (у співавторстві)
24. Молодіжне середовище в його девіантному вимірі / А. І. Кавалеров [и др.]. — О. : Астропринт, 2005. — 127 с. (у співавторстві)
25. Соціальна адаптація: феномен і прояви / А. І. Кавалеров, А. М. Бондаренко. — О. : Астропринт, 2005. — 112 с. (у співавторстві)
26. Наукова інтелігенція: її роль та проблеми / А. І. Кавалеров, І. А. Кадієвська. — О. : Астропринт, 2007. — 152 c. (у співавторстві)
27. Наука ХХ століття: методологія, трансформації, епістемологія: монографія / А. І. Кавалеров, О. О. Погорелова ; Південноукраїнський держ. педагогічний ун-т ім. К. Д. Ушинського. — О. : Астропринт, 2008. — 136 с. (у співавторстві)
28. Знание и сознание: монография / А. И. Кавалеров, Е. В. Байрамова; Южноукраинский гос. педагогический ун-т им. К. Д. Ушинского. — О. : Астропринт, 2008. — 160 с. (у співавторстві)
29. Історія філософії в Україні: методичний посібник / Кавалеров А. І., Атаманюк З. М. — Одеса: Інформаційно-видавничий центр Південноукраїнського державного педагогічного університету ім. К. Д. Ушинського, 2009. — 31 с. (у співавторстві)
30. Євроінтеграція: болонський процес і Україна: Монографія / А. І. Кавалеров, В. І. Ворніков. — Одеса: Астропринт, 2012. — 231 с. (у співавторстві)
31. Філософська пропедевтика: Навчально-методичний посібник / А. І. Кавалеров, В. І. Ворніков. — Одеса: Астропринт, 2013. — 95 с. (у співавторстві)

## Нагороди
- Медаль «Ветеран праці».

## Родина
Дружина: Кавалерова Ніна Антонівна — кандидат педагогічних наук, професор.
Син: Кавалеров Анатолій Анатолійович — кандидат філософських наук, доцент.
Син: Кавалеров Володимир Анатолійович — кандидат педагогічних наук, доцент.